# Unterseeboot UC-25
Pour les autres navires du même nom, voir Unterseeboot 25.
L'Unterseeboot UC-25 est un sous-marin (U-Boot) mouilleur de mines allemand de type UC II utilisé par la Kaiserliche Marine pendant la Première Guerre mondiale. Le U-boot a été commandé le 29 août 1915 et lancé le 10 juin 1916. Il a été mis en service dans la marine impériale allemande le 28 juin 1916 sous le nom de UC-25. En 13 patrouilles, l'UC-25 a coulé 21 navires, soit par ses torpilles, soit par les mines qu’il a posées. De mars à septembre 1918, il est commandé par Karl Dönitz, qui devint plus tard grand-amiral en charge de tous les sous-marins allemands pendant la Seconde Guerre mondiale. L'UC-25 fut sabordé à Pola le 28 octobre 1918 lors de la capitulation de l’Autriche-Hongrie.

## Conception
Sous-marin de type UC II, l'UC-25 avait un déplacement de 400 tonnes en surface et de 480 tonnes en plongée. Il avait une longueur hors tout de 49,45 m, un maître-bau de 5,22 m et un tirant d'eau de 3,68 m. Le sous-marin était propulsé par deux moteurs diesel 6 cylindres à quatre temps produisant chacun 250 ch (180 kW), soit un total de 500 ch (370 kW), et par deux moteurs électriques produisant 460 ch (340 kW), actionnant deux arbres d'hélice.
Le sous-marin avait une vitesse maximale de 11,6 nœuds (21,5 km/h) en surface et de 6,6 nœuds (12,2 km/h) en immersion. Son autonomie était de 10040 milles marins (18590 km) à 7 nœuds (13 km/h) en surface, et de 53 milles marins (98 km) à 4 nœuds (7,4 km/h) en immersion. Il lui fallait 48 secondes pour plonger, et il était capable d’opérer à une profondeur maximale de 50 mètres.
L'UC-25 était équipé de trois tubes lance-torpilles de 500 mm, un à l’arrière et deux à l’avant, avec sept torpilles, et d’un canon de pont de 8,8 cm SK L/30. Mais son arme principale était ses six puits de mine de 1000 mm portant dix-huit mines UC 200. Son effectif était de vingt-six membres d’équipage.

## Affectations
- Flottille de la Baltique : du 12 septembre 1916 au 15 avril 1917
- Flottille de Pola / Mittelmeer / Mittelmeer II : du 15 avril 1917 au 11 novembre 1918

## Commandants
- Kapitänleutnant Johannes Feldkirchner : du 28 juin 1916 au 17 juillet 1917
- Oberleutnant zur See Walter Lippold : du 18 juillet au 13 décembre 1917
- Oblt.z.S. Freiherr Ernst von Wangenheim : du 14 décembre 1917 au 15 février 1918
- Oblt.z.S. Karl Dönitz : du 16 février au 7 août 1918

## Navires coulés
| Date            | Nom                | Nationalité            | Tonnage | Destin    |
| --------------- | ------------------ | ---------------------- | ------- | --------- |
| 19 octobre 1916 | Jug                | Empire russe           | 75      | Coulé     |
| 6 décembre 1916 | Shchit             | Marine impériale russe | 248     | Coulé     |
| 6 avril 1917    | Cybèle             | France                 | 148     | Coulé     |
| 7 avril 1917    | Edwin R. Hunt      | États-Unis             | 1132    | Coulé     |
| 28 avril 1917   | Juliette           | France                 | 50      | Coulé     |
| 15 mai 1917     | Boutefeu           | France                 | 703     | Coulé     |
| 16 mai 1917     | HMS Dartmouth      | Royal Navy             | 5250    | Endommagé |
| 24 mai 1917     | Domenico Barone    | Royaume d'Italie       | 171     | Coulé     |
| 28 mai 1917     | Nuovo S. Giovanni  | Royaume d'Italie       | 31      | Coulé     |
| 28 mai 1917     | San Domenico       | Royaume d'Italie       | 27      | Coulé     |
| 31 mai 1917     | Ninotto            | Royaume d'Italie       | 208     | Coulé     |
| 1 juin 1917     | Domenico Miscuraca | Royaume d'Italie       | 194     | Coulé     |
| 1 juin 1917     | Vittoria           | Royaume d'Italie       | 248     | Coulé     |
| 6 juin 1917     | Mitra              | Royaume-Uni            | 5592    | Endommagé |
| 4 juillet 1917  | HMS Aster          | Royal Navy             | 1250    | Coulé     |
| 4 juillet 1917  | HMS Azalea         | Royal Navy             | 1250    | Endommagé |
| 5 juillet 1917  | Eburna             | Royaume-Uni            | 4735    | Endommagé |
| 17 octobre 1917 | HMHS Goorkha       | Royal Navy             | 6335    | Endommagé |
| 18 octobre 1917 | Anna Scotto        | Royaume d'Italie       | 594     | Coulé     |
| 20 octobre 1917 | Virginia Gentile   | Royaume d'Italie       | 164     | Coulé     |
| 3 décembre 1917 | Melo               | Royaume d'Italie       | 1115    | Coulé     |
| 8 décembre 1917 | Chyebassa          | Royaume-Uni            | 6249    | Endommagé |
| 23 février 1918 | HMT Marion         | Royal Navy             | 255     | Coulé     |
| 18 mars 1918    | Massilia           | Royaume d'Italie       | 5026    | Coulé     |
| 4 avril 1918    | Agatina            | Royaume d'Italie       | 201     | Coulé     |
| 28 juillet 1918 | Vesuvio            | Royaume d'Italie       | 5459    | Endommagé |
| 29 juillet 1918 | Rio Pallaresa      | Royaume-Uni            | 4043    | Coulé     |
| 5 août 1918     | Freshfield         | Canada                 | 3445    | Coulé     |